# TERF1
El factor de unión a repeticiones teloméricas 1, o TERF1 por sus siglas en inglés: Telomeric repeat binding factor (NIMA-interacting) 1, es un gen humano.
Este gen codifica una proteína específica de telómeros que es un componente de las nucleoproteínas teloméricas. Esta proteína está presente en los telómeros a lo largo de todo el ciclo celular, funcionando como inhibidor de la telomerasa, actuando en cis para limitar la elongación de la región final del cromosoma. La estructura de la proteína contiene en posición C-terminal un motivo Myb, un dominio de dimerización próximo a su extremo N-terminal, teniendo este último cadenas laterales de aminoácidos de tipo acídico. El splicing alternativo de este gen da lugar a dos productos.